# Beskrajni dan
Beskrajni dan (engl. Groundhog Day) američka je fantastična romantična komedija iz 1993. koja govori o ciničnom meteorologu, Philu Connorsu (Bill Murray), koji proživljava stalno isti dan. Andie MacDowell glumi Ritu, njegovu novu producenticu. Film je režirao Harold Ramis, a scenarij su napisali Ramis i Danny Rubin. Bio je to jedan od prvih filmova koji su upotrijebili znanstveno-fantastični zaplet kao temelj za romantičnu komediju.
Pri premijeri je film bio umjereno hvaljen od kritike, no s vremenom je stekao još veću reputaciju i postao sastavnim dijelom kulture kada se treba opisati nešto što se stalno ponavlja i nikada ne mijenja. Ryan Gilbey je hvalio poruku priče o važnom učenju na grešakama. Neki ga smatraju jednim od najboljih filmova svih vremena a nalazi se i na popisu 250 najboljih filmova kinematografije na siteu Internet Movie Database. 2006. je bio jedan od 25 filmova koji su prihvaćeni da budu uključeni u Državni filmski registar, Američki filmski institut ga je 2000. stavio na 34. mjesto na listi "100 godina...100 smijeha" a od 2008. i na 8. mjestu na listi "10 najboljih filmova fantastike". Uz to, Udruga američkih pisaca je stavila scenarij na 27. mjesto na listi "101 najboljih scenarija ikada napisanih".
2009. američki književni teoretičar Stanley Fish uvrstio je film među deset najboljih američkih filmova svih vremena.

## Radnja
Dan svizaca je američki praznik u gradiću Punxsutawneyju koji se održava svake godine 2. veljače. Svakog jutra tog datuma lokalni predstavnici bude svisca iz zimskog sna te prema vjerovanju on previđa vrijeme - ako vidi svoju sjenu, slijedi još 6 tjedana zime, a ako je ne vidi, slijedi rano proljeće. Televizijski meteorolog Phil Connors, cinični čovjekomrzac, stiže zajedno s producenticom Ritom i kamermanom Larryjem kako bi snimio reportažu o tom događaju u 6 ujutro. Nakon bezvoljno obavljenog posla Phil se sljedeći dan budi u motelu opet u 6 ujutro, no iznenadi se da datum nije 3. veljače, nego ponovno 2. veljače. On je jedina osoba koja to primijeti dok se svi drugi ponašaju kao i dan prije, tako da je primoran opet snimiti reportažu i ponoviti sve svoje dijaloge još jednom. Sutradan se budi i shvati da je opet 2. veljače, i tako svaki dan, dok ne shvati da je u vremenskoj petlji. Pošto mu se Rita sviđa (iako ona o njemu misli da je samoživ muškarac) daje si zadatak da ju u tom jednom danu osvoji.
Teško mu je izići iz svoje kože, svog karaktera ali ima jednu prednost. On jedini zna da se dan u tom gradiću ponavlja i na sve se moguće načine pokušava umiliti Riti (sazna njene stavove o životu, nauči svirati klavir, ...). No, ne uspije. Čak joj i ispriča o svojoj dilemi i ona mu povjeruje te zajedno s njim provede noć ali nestane točno u 6 ujutro. Čak ga ni samoubojstvo ne može spasiti od rutine 2. veljače. Onda jednom odluči uljepšati si dan, situacije malo prilagoditi sebi, promijeniti svoju perspektivu i uživati u svemu. Završno pomogne puno ljudi (pošto unaprijed zna kakva će ih nedaća snaći tijekom dana) i postane najpopularnija osoba grada, te nastupi na zabavi svirajući glasovir, gdje spontano privuče pažnju Rite koja završi s njim u krevetu. Idući dan se budi, no na njegovo iznenađenje ona je još uvijek u njegovom krevetu i više nije 2., nego 3. veljače. Oni presretni zajedno izađu van iz motela i potrče po snijegu.

## Filmska ekipa
- Harold Ramis, redatelj
- Bill Murray kao Phil Connors
- Andie MacDowell kao Rita Hanson
- Chris Elliott kao Larry
- Stephen Tobolowsky kao Ned Ryerson
- Marita Geraghty kao Nancy
- Brian-Doyle Murray kao Buster Green
- Rick Ducommun kao Gus
- Angela Paton kao Gđica. Lancester

## Nagrade
- Osvojena BAFTA (najbolji originalni scenarij - Harold Ramis, Danny Rubin)
- Osvojena Nagrada Saturn (najbolja glavna glumica Andie MacDowell) i 5 nominacija (najbolji fantastični film, režija, scenarij, glavni glumac Bill Murray, kostimi)

## Produkcija
"Ljudi su mi pristupali i govorili: "Znaš, razmišljao sam o tom filmu. To je više nego samo jedna komedija." Ne bi htio biti zaštitnik svojeg filma, ali sve je tu. Nekim ljudima samo treba neko vrijeme dok to shvate."

Nakon što ga je agent obavijestio o konceptu scenarija Dannyja Rubina, Harold Ramis isprva nije bio zainteresiran jer ga je smatrao "formulaičnim". Tjedan dana kasnije, agent ga je ponovno nazvao te mu rekao: "Moraš ovo pročitati". Nakon što ga je poslušao, Ramis je priznao da su mu išle suze u jednom trenutku te je odlučio prihvatiti režirati film. Prema intervjuu glumca Stephena Tobolowskyja, nakon što je dobio scenarij za film, otišao je na audiciju za ulogu Neda Ryersona u Los Angelesu. Tamo je, zato što je uvijek želio raditi s Haroldom Ramisom, prema vlastitim riječima, malo pretjerao u karikiranju svojeg lika kao neuglednog gnjavatora te je čak lizao Ramisove cipele. Prema vlastitim riječima Ramis se "istodobno smijao i razmišljao o tužbi za napastovanje". Dok je čekao na odgovor, Tobolowsky je završavao snimanje filma Djevojka s kalendara zajedno s glumcem Kurtom Fullerom. Kada ga je jednog dana Fuller upitao koji je njegov sljedeći projekt, Tobolowsky je odgovorio s "ništa" pošto nije bio siguran je li prošao audiciju. Na njegovo zaprepaštenje, Fuller mu je tada ispričao o svojem novom projektu: "Snimati ću neku komediju s Billom Murrayjem. Glumiti ću ulogu prodavača osiguranja Neda Ryersona. Već sam čitao scenarij pred cijelom filmskom ekipom". Tobolowsky je ostao bez riječi. Međutim, na njegovo iznenađenje, Ramis je ipak odlučio dati Tobolowskyju ulogu. Tobolowsky nije ništa rekao Fulleru, no ovaj je bio na premijeri filma gdje mu je, iako je bio ljutit, s odobravanjem rekao: "Dobio si moju ulogu. No bio si dobar u njoj".
U originalnom scenariju objašnjenje za ponavljanje dana ležalo je u činjenici da je Philova bivša ljubavnica na njega izrekla prokletstvo. Redatelj Ramis je to na kraju izbacio jer mu se nije sviđalo. Tom Hanks je bio u pregovorima za glavnu ulogu, ali je navodno redatelj smatrao da je "preblag" za ulogu dok je Tori Amos bila u pregovorima za glavnu žensku ulogu.
 Murrayja je svizac ugrizao dva puta tijekom snimanja. U originalnom scenariju, film je trebao započeti u sredini radnje, kada je Phil već zarobljen u vremenu, te kako je kao pripovjedač objašnjavao kako je dospio u situaciju. Scenarij za film je jedan od sveukupno samo tri koje je ikada napisao autor Danny Rubin. Ostala dva su Hear No Evil i S.F.W.
Snimanje je trajalo od ožujka do lipnja 1992. u Woodstocku, Illinoisu. Na prvi dan snimanja, Tobolowsky se prisjeća da je Murray odmah "razbio led" i pridobio naklonost 500-injak mještana grada kad je otišao u lokalnu pekaru i kupio stotinjak krafni i lisnatog peciva te ih počastio istima. Jedna od zanimljivosti snimanja o kojoj se gotovo uopće ne govori, je da su producenti i redatelj morali osigurati način da svaki dan bude isti za potrebu priče o danu koji se ponavlja, što je bilo rizično s obzirom na promjenljivo vrijeme. Prema Tobolowskyju, sve scene u eksterijeru su stoga snimili na četiri različita načina: jednom po snijegu, drugi put po kiši, treći put po suncu te četvrti put po oblačnom vremenu, koje je i ostalu u filmu. Prema njemu, vjerojatno "negdje postoji neka alternativna verzija istog filma koju će studio kad-tad izbaciti na tržište".
Iako je film isprva bio zamišljen kao šašava komedija, Ramis je tijekom snimanja promijenjio s Rubinom neke dijelove scenarija kako bi sadržavao više duhovnosti i filozofije. Prema Tobolowskyju, scenarij je sadržavao jednu poprilično skupu sekvencu u kojoj Phil radi eksperimenta sebe ošiša na polućelavo, na "Mohawk način", sa sprejom pošara zidove te razori cijelu spavaću sobu s motornom pilom, a sutradan se opet probudi i sve je po starom. Sekvenca je pripremana tri tjedna a kada je snimljena, Ramis ju je pogledao, razmislio i bacio ju. Umjesto nje, stavio je scenu u kojoj Phil prepolovi olovku, a sutradan ju nađe čitavu, što je bio mnogo suptilniji način slanja iste poruke. Još jedna čudna ideja u scenariju, objašnjenje za vremensku anomaliju u kojem se ispostavi da je jedna žena uz pomoć vudu čarolije iz osvete stavila Phila u vremensku klopku, što je zahtijevala producentska kuća, je naposljetku odbačena od Ramisa, što je Tobolowsky komentirao sa: "Čim sam saznao da su izbacili tu glupu ideju, odmah mi je laknulo". Završna sekvenca, u kojoj se Phil budi u krevetu s Ritom, je bila neočekivano dosta problematična jer je Murray odbijao snimiti ju dok nije saznao mora li biti gol ispod plahte ili ne. Ramis nije bio siguran, pa su svi ljudi na setu glasovali o tome. Zahvaljujući samo jednom glasu jedne pomoćnice, prevagnula je odluka da se Rita i Phil pokažu s odjećom u krevetu. Prema Tobolowskyju, nakon završetka snimanja, pozvali su ga nakon nekoliko tjedana opet natrag na set jer je odlučeno da se njegov lik Ned pojavi na kraju filma. On sam je napisao dijalog za tu scenu, kada se pojavi pred Philom i Ritom na proslavi, te je scena snimljena u jednom kadru.
Tobolowsky tvrdi da je uloga Neda Ryersona njegova najprepoznatljivija. Jednom kada je bio na Islandu, slučajno je u zračnoj luci krivo skrenuo i pokrenuo alarm. No policajci koji su se pojavili odmah su ga prepoznali i rekli: "To je Ned!".
Nakon filma, praznik dana svizaca postao je jako popularan te se svake 2. veljače skuplja gomila u gradiću Punxsutawneyju. Pjesma koja svira na radiju svaki dan u 6 ujutro je I Got You Babe koju pjevaju Cher i Sonny.